# PGC 39022
LEDA/PGC 39022 ist eine elliptische Galaxie vom Hubble-Typ E0 im Sternbild Coma Berenices am Nordsternhimmel. Sie ist schätzungsweise 2,1 Milliarden Lichtjahre von der Milchstraße entfernt. Unter der Katalogbezeichnung VCC 88 gilt sie als Mitglied des Virgo-Galaxienhaufens, ist dafür jedoch viel zu weit entfernt. Im selben Himmelsareal befinden sich u. a. die Galaxien NGC 4189, NGC 4193, IC 3054, IC 3059.